# NGC 7811
NGC 7811 ist eine Spiralgalaxie mit aktivem Galaxienkern vom Hubble-Typ Sab? im Sternbild Fische auf der Ekliptik. Sie ist schätzungsweise 347 Millionen Lichtjahre von der Milchstraße entfernt und hat einen Durchmesser von etwa 40.000 Lichtjahren.
Im selben Himmelsareal befinden sich u. a. die Galaxien NGC 7809 und IC 1527.
Das Objekt wurde am 5. Oktober 1864 von Albert Marth entdeckt.

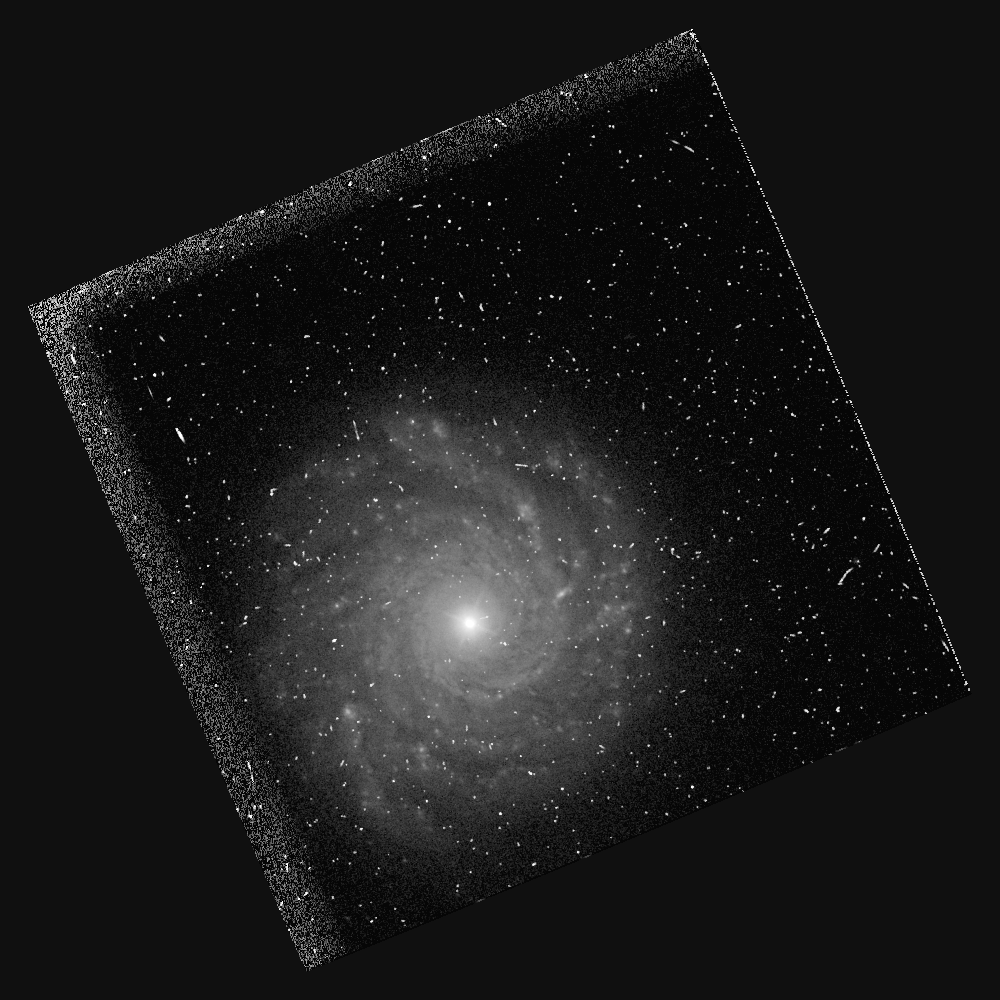
Aufnahme des Hubble-Weltraumteleskops